# Nirgua
Nirgua é um município da Venezuela localizado no estado de Yaracuy.
A capital do município é a cidade de Nirgua.